# Physikum
Physikum (verwandt mit „Physik“ im Sinne von Naturphilosophie, mit lateinisch Physicus und Physica sowie englisch physician) ist in Deutschland die traditionelle Bezeichnung für die Zwischenprüfung im Rahmen des Medizinstudiums. Die offizielle Bezeichnung lautet im Studiengang Humanmedizin seit 1. Oktober 2003 Erster Abschnitt der ärztlichen Prüfung (nach den vorher gültigen Approbationsordnungen: Ärztliche Vorprüfung) und in dem der Zahnmedizin Zahnärztliche Vorprüfung. Die Bezeichnung Physikum wird jedoch inoffiziell weiterhin oft verwendet: In der universitären Alltagssprache ist sie die allgemein übliche, auch in Forschungsliteratur wird sie weiter benutzt und in Fachwörterbüchern sowie anderen neueren Titeln großer Fachbuchverlage taucht sie regelmäßig auf. Davon abweichend ist im Studiengang Veterinärmedizin der traditionelle Sprachgebrauch der offizielle geblieben und somit wird Physikum parallel zum neuen Ausdruck Tierärztliche Vorprüfung auch in Dokumenten weiterhin verwendet. Im Studiengang Humanmedizin ist durch gesetzliche Neuregelung im Jahr 2002 aus einer traditionellen Zwischenprüfung dieses Namens rechtlich ein integraler erster Teil einer staatlichen Prüfung geworden, was sich in der neuen amtlichen Benennung niederschlug und vor allem Konsequenzen für die Bewertung hat.
Das Physikum stellt die erste umfassende Prüfung im Rahmen des Humanmedizinstudiums dar. In der Zahn- wie auch der Veterinärmedizin wird zuvor das Vorphysikum (in der Zahnmedizin offiziell: Naturwissenschaftliche Vorprüfung) abgelegt, in dem die Grundlagenwissenschaften Physik, Chemie und Biologie (in der Veterinärmedizin aufgeteilt in Botanik und Zoologie) abgeprüft werden.
In der Bezeichnung – wie auch in den Inhalten – spiegelt sich bis heute das Programm der Reformbewegung wider, die im 19. Jahrhundert zur Einrichtung dieser Prüfung führte. Sie wurde zunächst für den Studiengang Humanmedizin eingeführt und später für die Studiengänge der Veterinär- und Zahnmedizin übernommen. Im Jahr 1858 reformierte der Königsberger Anatom Heinrich Rathke das Physikum, das 1861 in Preußen eingeführt und später im ganzen Deutschen Reich übernommen wurde.

## Inhalte und Regelungen der Prüfung

### Für den Studiengang Humanmedizin

#### Rechtliche Grundlagen
Die rechtliche Grundlage für die deutschlandweiten Prüfungen im Studiengang Humanmedizin bildete und bildet seit dem späten 19. Jahrhundert die Approbationsordnung für Ärzte (AOÄ) für das Deutsche Reich (siehe das spätere Kapitel Historische Hintergründe) bzw. nachfolgend für die Bundesrepublik Deutschland. Heute gilt sie in der Fassung vom 27. Juni 2002 (zuletzt geändert am 17. Juli 2017). Sie wurde vom Bundesminister für Gesundheit erlassen und stellt juristisch eine Verordnung und damit im materiellen Sinne ein Bundesgesetz dar. Darin enthalten die Paragraphen 9 bis 21 Allgemeine Prüfungsbestimmungen und die §§ 22–26 regeln Einzelheiten für den Ersten Abschnitt der Ärztlichen Prüfung, das Physikum (Der Wortlaut findet sich in elektronischer Veröffentlichung über den betreffenden Anhang zu diesem Artikel).

#### Organisation, Durchführung und Inhalte
Die Zwischenprüfung bestand früher für die Studierenden aller medizinischen Fakultäten aus dem traditionellen Physikum. Heute wird es jedoch an einigen Universitäten, die Modell- und Reformstudiengänge durchführen, durch andere Prüfungen ersetzt. Die Prüfung findet nach vier Semestern Regelstudienzeit statt. Im Bundesland Hessen ist bei der Anmeldung eine „Verwaltungsgebühr“ in Höhe von zurzeit (bei Anmeldung für die Prüfung im Frühjahr 2019) 95 Euro zu entrichten, mit der „für die Bearbeitung der Prüfungsanmeldung“ bezahlt werden soll. (Auch zur Zeit der Einführung des Physikums – sowie bei der Vorgänger-Prüfung – war eine Gebühr in beträchtlicher Höhe zu entrichten, die damals der Besoldung der Prüfer diente. / Siehe unten das Kapitel Historische Hintergründe.)
Die Prüfung gliedert sich in zwei aufeinanderfolgende Teile, einen schriftlichen und einen mündlich-praktischen, die an verschiedenen Terminen abgehalten werden.
Der schriftliche Teil ist im Studiengang Humanmedizin in Form einer deutschlandweit einheitlichen Prüfung zu bearbeiten. Diese wird jährlich an zwei Terminen, im März und im August, angeboten und an jedem der beiden Termine an zwei aufeinanderfolgenden Tagen durchgeführt. Für das Jahr 2019 waren sie auf den 12. und 13. März bzw. den 20. und 21. August festgesetzt, für das Jahr 2020 um jeweils zwei und für 2021 um wiederum einen Kalendertag(e) früher. Im Frühjahr 2018 nahmen deutschlandweit 2493 Kandidaten teil, im „Herbst“ (späten August) desselben Jahres 6552 (siehe Unterkapitel Prüfungsergebnisse). Die inhaltliche Ausrichtung der Prüfungen, die Vorbereitung der Unterlagen und die Auswertung erfolgen zentral im Institut für medizinische und pharmazeutische Prüfungsfragen (IMPP – siehe Anhang zu diesem Artikel). Die Meldung zum Examen und die Entscheidung über die Zulassung erfolgen dezentral bei den Landesprüfungsämtern (LPÄ). Diese Ämter führen auch die Prüfungen durch und informieren die Prüfungsteilnehmer über ihre Ergebnisse. Die Prüfung umfasst 320 Single-Choice-Fragen aus den Fächern Physiologie/Physik (80 Fragen) und Biochemie/Chemie (80 Fragen) am ersten Tag, sowie Anatomie/Biologie (100 Fragen) und Medizinische Psychologie/Soziologie (60 Fragen) am zweiten Tag. Der Prüfling hat an jedem der beiden Tage vier Stunden Zeit für die Bearbeitung der Fragen. Bei der Bewertung werden alle Fragen gleich gewichtet: Für jede der Erwartung entsprechende Antwort wird ein Punkt vergeben. Es können also 320 Punkte in diesem Prüfungsteil erzielt werden. Wenn im Zuge der Auswertung Fehler in der Aufgabenstellung entdeckt werden und die betroffenen Fragen aus der Bewertung entfernt werden, reduziert sich die Zahl der maximal erreichbaren Punkte, an denen sich die Benotungsskala bemisst, geringfügig.
Der mündliche Teil (eigentlich: mündlich-praktischer Teil) umfasst nach der neuen Approbationsordnung die Fächer Anatomie, Physiologie und Biochemie/Molekularbiologie. Nach der alten Approbationsordnung wurden zwei mündliche Prüfungsfächer ausgelost (Anatomie, Biochemie, Physiologie, Medizinische Psychologie/Medizinische Soziologie). Der eigentlichen Prüfung geht an manchen Universitäten ein halbstündiger praktischer Vortermin voraus, während andere Universitäten den praktischen Teil in die mündliche Prüfung integrieren. Die mündliche Prüfung wird von den Hochschullehrern der Universität abgehalten, an der der Prüfling studiert. Die Approbationsordnung sieht bis zu vier Prüflinge je Prüfungsgruppe vor und legt eine Prüfungsdauer zwischen 45 Minuten und einer Stunde je Prüfling fest.

#### Bewertung
Die beiden Prüfungsteile müssen nicht in demselben Halbjahr absolviert werden. Sie werden zunächst jeweils getrennt benotet und die Gesamtnote für das bestandene Physikum errechnet sich abschließend als arithmetischer Mittelwert aus den zunächst vergebenen Noten für beide Teile. Schriftliche und mündliche Prüfung werden also gleich gewichtet. Ein nicht bestandener Teil kann zweimal wiederholt werden. Für einen bereits bestandenen Teil ist dies – etwa zum Erzielen einer besseren Note – jedoch nicht gestattet. Die Gesamtnote für das Physikum geht später zu einem Drittel in die Gesamtnote der Ärztlichen Prüfung ein. Durch diese Bewertungsweise hat das Physikum gegenüber früheren Zeiten inzwischen seinen Charakter und Status grundsätzlich geändert: Handelte es sich seit seiner Einführung im 19. Jahrhundert um eine Zwischenprüfung im traditionellen Sinne, deren Bestehen für die Zulassung zu der einige Jahre später erfolgenden Abschlussprüfung lediglich vorausgesetzt und nachzuweisen war (wie dies auch in anderen Studiengängen in Deutschland praktiziert wurde und wird), so gilt sie infolge der späteren Umorganisation im Rahmen einer erneuten Studienreform seit der Approbationsordnung aus dem Jahr 2002 dem Gesetz nach als integraler erster Teil einer medizinischen Prüfung, deren drei Teile jeweils gleich gewichtet werden, was durch den Wechsel der offiziellen Bezeichnung (siehe oben die Einleitung zum Artikel) zum Ausdruck gebracht wurde.
Das erfolgreiche Bestehen des Physikums beendet den vorklinischen Teil des Medizinstudiums und leitet in den klinischen Teil über. (Für gegenwärtige Planungen, diese seit Einführung des Physikums bestehende Trennung wieder aufzuheben, siehe das nachfolgende Kapitel Zukunftaussichten etc.)

### Für den Studiengang Veterinärmedizin

#### Durchführung und Inhalte
Das Physikum im Studiengang der Veterinärmedizin findet ebenfalls nach dem vierten Semester statt. Geprüft werden die Fächer Tierzucht und Genetik, Biochemie, Physiologie, Anatomie, Histologie und Embryologie. Die Prüfungen erstrecken sich über einen Zeitraum von acht bis zehn Wochen und werden teils in schriftlicher, teils in mündlicher und zum Teil auch in praktischer Form abgelegt. Die Fächer Chemie, Physik, Zoologie und Botanik werden bereits im Vorphysikum nach dem ersten oder zweiten Semester geprüft.

#### Rechtliche Grundlage
Die Rechtsgrundlage dafür stellt die Verordnung zur Approbation von Tierärztinnen und Tierärzten in der Neufassung vom 27. Juli 2006 dar. Darin beinhalten die §§ 5 – 18 Allgemeine Prüfungsregelungen, während die §§ 19 – 21 das Vorphysikum und §§ 22 – 28 das Physikum regeln (der Text derselben ist in elektronischer Form über den entsprechenden Anhang zu diesem Artikel lesbar). Im letztgenannten Abschnitt taucht der Begriff Physikum auch heute noch im Gesetzestext auf.

### Für den Studiengang Zahnmedizin

#### Durchführung und Inhalte
Das Physikum im Studium der Zahnmedizin kann frühestens nach dem fünften Semester abgelegt werden und umfasst die Fächer Anatomie, Physiologie, Biochemie und Zahnersatzkunde. Diese Fächer werden separat mündlich geprüft, Zahnersatzkunde ist zudem mit einer mehrere Tage dauernden praktischen Prüfung verbunden. Die Fächer Chemie, Physik und Biologie werden im Rahmen des Vorphysikums (offiziell: der Naturwissenschaftlichen Vorprüfung) frühestens nach dem zweiten Semester mündlich geprüft.

#### Rechtliche Grundlage
Die Rechtsgrundlage dafür stellt die Approbationsordnung für Zahnärzte dar. Darin beinhalten die §§ 3 – 17 Allgemeine Prüfungsregelungen, während die §§ 18 – 24 die Naturwissenschaftliche Vorprüfung und die §§ 25 – 31 die Zahnärztliche Vorprüfung, also das Physikum regeln (deren Text ist in elektronischer Form über den entsprechenden Anhang zu diesem Artikel lesbar).

#### Weitreichende Neuregelung in Vorbereitung
Da die gesetzliche Regelung und mit ihr Formen und Inhalte von Ausbildung und Prüfungen in Anbetracht des wissenschaftlichen Fortschritts in Zahn- und Humanmedizin als veraltet empfunden werden, ist eine Neuregelung mit weitreichenden Änderungen in Kraft getreten, die auch entsprechende Folgen für Inhalte und Durchführung der Zwischenprüfung haben wird. Insbesondere ist im ersten Studienabschnitt eine noch viel weiter gehende fachliche „Verzahnung“ mit Inhalten der Humanmedizin vorgesehen, die sich auch im künftigen neugestalteten Physikum für die angehenden Zahnärzte widerspiegeln wird.

## Prüfungsergebnisse im Studiengang Humanmedizin

### Dokumentation
Das IMPP, das für die Fragen und deren Auswertung verantwortlich zeichnet (siehe oben), ist auch mit der Aufgabe betraut, die Ergebnisse (anonymisiert) zu dokumentieren und zu veröffentlichen. Detailreiche Grafiken dieses Inhalts können auf dem Informationsportal des Instituts (siehe den Anhang zu diesem Artikel) für die letzten zwanzig Jahre studiert werden.

### Untersuchung und hochschulpolitische Kontroverse
Ein im Jahr 2006 im Deutschen Ärzteblatt veröffentlichter Aufsatz unternahm es, die Prüfungsergebnisse aus den Jahren 1994 (als die medizinischen Fakultäten in den Neuen Bundesländern erstmals am Physikum teilnahmen) bis 2004 deutschlandweit und vergleichend einer detaillierten Untersuchung zu unterziehen. Die Autoren dieser Studie warnten jedoch davor, aus den Prüfungsergebnissen der einzelnen Hochschulen direkt auf die Qualität der dortigen medizinischen Lehre schlussfolgern zu wollen (und darauf eventuell politische Forderungen betreffend finanzieller Mittelzuweisung zu gründen). Wegen der hochschulpolitischen Brisanz des Themas entspann sich anschließend eine Diskussion unter Universitätslehrern der Medizin über die Methodik und Aussagekraft dieser Studie. In diesem Zusammenhang warf der damalige Studiendekan der Medizinischen Fakultät der Universität Erlangen-Nürnberg, Hermann O. Handwerker, Fakultäten mit Reformstudiengängen im Fach Humanmedizin vor, durch deren Einrichtung – und in deren Folge den Verzicht auf die Teilnahme an der deutschlandweiten Physikums-Prüfung – vor einem direkten Vergleich ihrer didaktischen Leistungsfähigkeit „geflüchtet“ zu sein.

### Beispielhafte Ergebnisse aus den Jahren 2016 – 2018

#### Herbst 2016
Im Herbst des Jahres 2016 nahmen bundesweit 6466 Studierende (davon 60,9 % Frauen) an der schriftlichen Physikums-Prüfung teil. Sie erreichten durchschnittlich 74,50 % (Männer: 75,50 %; Frauen: 73,6 %) der maximalen Leistung. Bei der mündlichen Prüfung waren es 6216 (davon 60,4 % Frauen), die im Durchschnitt mit der Note 2,54 (Männer: 2,51; Frauen: 2,56) bewertet wurden. Die durchschnittliche Gesamtnote betrug 2,31.

#### Frühjahr 2017
Im Frühjahr 2017 unterzogen sich 2388 Studierende (davon 64,2 % Frauen) der schriftlichen Prüfung und erreichten durchschnittlich 70,38 % der maximalen Leistung. Bei der mündlichen Prüfung waren es 2244 Teilnehmende (davon 63,1 % Frauen), die die Durchschnittsnote 2,93 erzielten. Als Gesamtnote wurde durchschnittlich 2,64 erreicht.

#### Herbst 2017
Im Herbst des Jahres 2017 nahmen 6496 Studierende nach durchschnittlich 4,4 Fachsemestern an der schriftlichen Prüfung teil; 60,6 % waren Frauen. 91,07 % der Prüflinge bestanden. Sie erreichten durchschnittlich 75,72 % der maximal möglichen Punktezahl (die 3957 Frauen: 75 % / die 2539 Männer: 76,6 %). Bei der mündlichen Prüfung waren es 6226 Teilnehmer, die die Durchschnittsnote 2,59 (Frauen: 2,61; Männer: 2,56) erzielten. Als durchschnittliche Gesamtnote aus beiden Teilen wurde 2,27 erreicht.

#### Frühjahr 2018
Im Frühjahr 2018 unterzogen sich 2493 Studierende der schriftlichen Prüfung, davon 65,5 % Frauen. Sie erreichten durchschnittlich 68,76 % der maximalen Leistung. 79,3 % der Prüflinge bestanden. In der mündlichen Prüfung erzielten 2501 Studierende die Durchschnittsnote 3,01. Die durchschnittliche Gesamtnote aus beiden Teilen war 2,66.

#### Herbst 2018
Im Herbst des Jahres 2018 unterzogen sich bundesweit insgesamt 6552 Prüflinge dem schriftlichen Teil des Physikums. Von 315 gewerteten Aufgaben beantworteten sie zwischen 0 und 313 den Erwartungen entsprechend; es ergab sich ein Mittelwert von 235,29 je Person. Damit konnten sie durchschnittlich 74,7 % der maximal möglichen Leistung erbringen; 90,7 % der teilnehmenden Studierenden bestanden die Prüfung. Am besten schnitten sie dabei durchschnittlich im Fach Biologie (81,3 %) ab, gefolgt von den Fachgebieten Medizinische Psychologie & Soziologie (78,5 %) und Physiologie (75,9 % jeweils der maximal möglichen Leistung). Am geringsten waren ihre Erfolge im Fach Physik (61,5 %).

## Zukunftsaussichten: Geplante Änderungen der Prüfung im Studiengang Humanmedizin

### Einleitung, Grundsätze und Übersicht
Im Zuge von Reformen des Medizinstudiums sind auch Änderungen bei den Staatsprüfungen geplant. Sie stehen insgesamt unter der Leitidee einer stärkeren Patientenorientierung der Ausbildung. Dabei ist für das Physikum vorgesehen, dass darin „künftig vermehrt klinische Bezüge erfasst“ werden sollen, was sich auch didaktisch und mnemotechnisch positiv auswirken soll: „[…] das erleichtert den Studierenden das Erlernen, aber auch das Behalten des wesentlichen Grundlagenwissens, weil es in für Ärzte sinnvolle Kontexte eingebunden ist.“ Des Weiteren sollen im zweiten, dem mündlich-praktischen Teil der Prüfung nunmehr auch „Themen geprüft werden, die für den Patientenkontakt wichtig sind.“ Die Prüflinge sollen auf der erforderlichen „gute[n] wissenschaftlichen Basis“ bereits zu diesem Zeitpunkt „eine einfache Anamnese durchführen können“ – während Fragen zur Therapie auch weiterhin späteren Prüfungen vorbehalten bleiben. Schließlich werden sie auch ihre Fähigkeit unter Beweis stellen müssen, wissenschaftliche Studien gezielt und kritisch lesen und „beurteilen“ zu können. (Vergleiche die kritischen Ausführungen im Artikel-Kapitel Spektrum der Medizin.)
Der diesen Planungen zugrundeliegende Masterplan Medizinstudium 2020 wurde von der damaligen Leitung des IMPP so charakterisiert, dass er „auf einen Paradigmenwechsel in der medizinischen Ausbildung und den medizinischen Staatsexamina ab[zielt].“ (Zu dem in der Medizingeschichte, -theorie und -kritik seit dem 20. Jahrhundert etablierten Begriff des Paradigmas siehe die nachfolgenden Kapitel Historische Hintergründe und Kritik und Gegenbewegungen, die auch die erneute Neuausrichtung verständlich werden lassen.)

### Einzelheiten zum Masterplan Medizinstudium 2020
- Es war bzw. ist vorgesehen, durch die „Fokussierung auf ein Kerncurriculum“ und „eine entsprechende Reduktion der derzeitigen Prüfungsinhalte in den Gegenstandskatalogen um insgesamt ca. 20 - 25 %“ Raum für die Aufnahme neuer Lerninhalte zu schaffen.[20]
- Demgemäß sollen im schriftlichen Teil der Prüfung „die naturwissenschaftlichen Fragen reduziert werden.“
- Dafür sollen verstärkt vorkommen:
  - „klinisch orientierte Fragen und insbesondere
  - die Erfassung von Wissenschaftskompetenz,
  - ethisch-rechtliche Grundlagen,
  - psychosoziale Kenntnisse etc.“
- Grundsätzlich sollen „anwendungsorientierte Fragen […] möglichst Fragen zur Überprüfung reinen Fachwissens ersetzen.“
- In der Durchführung sollen die bisherigen mündlich-praktischen Prüfungen durch die neu entwickelten Methoden der objektiven strukturierten praktischen Prüfung (übersetzt aus dem Englischen „objective structured practical examination,“ kurz OSPE) bzw. objektiven strukturierten klinischen Prüfung („objective structured clinical examination,“ kurz OSCE) ersetzt werden, die „[i]n einem Parcours mit voraussichtlich zehn Stationen“ durchgeführt werden.
- In deren Rahmen sollen bundesweit „alle Studierenden an zentral entwickelten Aufgaben geprüft werden.“
- Vorwiegend überprüft werden dann Fähigkeiten und Fertigkeiten wie
  - Begründen und Erklären von Zusammenhängen, Strukturen und Funktionsweisen,
  - Anamneseerhebung an Simulationspatienten und ebenso
  - das Etablieren „einer vertrauensvollen Arzt-Patient-Beziehung, z. B. der adäquate Umgang mit Emotionen und eine patientenorientierte Informationsvermittlung.“
- Als didaktisches Ziel, dessen Erreichen man dadurch „gewährleistet“ sieht, wird für diesen Teil angegeben, „dass die Studierenden von Anfang an neben dem Erwerb der naturwissenschaftlichen Prinzipien die Berücksichtigung der Patientenperspektive erlernen“ – womit man seit Jahrzehnten geäußerter Kritik entgegenkommt (siehe unten Kritik und Gegenbewegungen). (Siehe auch Partizipative Entscheidungsfindung.)
- Schließlich sollen, „[…] um die Vergleichbarkeit der Leistungsstandards an den verschiedenen Fakultäten wiederherzustellen, […] auch die Modellstudiengänge [an der gemeinsamen Prüfung] teilnehmen.“[21]

### Begründung der Neuerungen
Eine ausführlichere Begründung für die angestrebten Reformen der Medizinerausbildung und eine diesen entsprechende Umgestaltung der Staatsprüfungen lieferte die damalige (2016 - 2021) Leiterin des IMPP (siehe oben Inhalte und Regelungen der Prüfung), die Internistin und Mitbegründerin des Studiengangs Master of Medical Education (Heidelberg) Jana Jünger unter anderem in einem Vortrag auf dem 78. Medizinischen Fakultätentag im Jahr 2017.
Bereits im Jahr 2011 hatte sie – noch in der Zeit ihrer Tätigkeit als Oberärztin in der Abteilung für Allgemeine Innere Medizin und Psychosomatik am Universitätsklinikum Heidelberg – in einem Interview beklagt, dass „[d]as Gespräch zwischen Arzt und Patient in der normalen Medizinerausbildung leider zu kurz [komme].“ Das habe zum einen zur Folge, dass Ärzte auch einfachste Anamnesefragen nicht stellten und daher bei manchen Krankheitsbildern in bis zu einem Drittel der Fälle eine falsche Therapie verordneten, wie in Studien gezeigt worden sei. Zum anderen geschehe,

„was jeder von uns aus seinem Umfeld kennt: Ärzte mögen fachlich gut sein, aber sie richten immer wieder seelische Schäden dadurch an, wie sie mit dem Patienten sprechen.“

Auch vor den Hochschullehrern äußerte sie sich sechs Jahre später in diesem Sinne. Sie hielt es zunächst für angezeigt, mit einem kurzen Exkurs in die Medizingeschichte und -theorie darauf hinzuweisen,

„dass die Debatte um die Gestaltung des Hauses der Wissenschaft und die dafür nötige Nutzung von Wissenschaftstheorien schon sehr alt ist.“

Die Reflexion von aktuellen Debatten im Licht dieser Disziplinen erweise sich also als hilfreich für Klarheit und Verständnis. Befremdet darüber, wie sehr ihre Kollegen bei der Diskussion um die Medizin der Zukunft auch heute noch auf Fragen der Technik fixiert seien, mahnte sie

„[…] Wir sehen die Technisierung als Lösung für viele Probleme, haben dabei aber die Patienten als Menschen verloren. […] [W]ir müssen den Patienten zeigen, dass wir unsere Verantwortung wahrnehmen und ihnen unser diagnostisch-therapeutisches Vorgehen auch verständlich machen.“

In einem Interview im März 2020 mahnte Jünger (damals Vorsitzende des Aufsichtsrats und des wissenschaftlichen Beirats, nunmehr Geschäftsführerin und Vorsitzende des wissenschaftlichen Beirats des im Juni 2016 von Konstantin Brass und N.N. gegründeten Instituts für Kommunikations- und Prüfungsforschung gGmbH) aber auch vor der um sich greifenden Kommerzialisierung in der Medizin.

## Physikums-Forschung

### Einleitung und Übersicht
Das Physikum ist nicht nur die Zwischenprüfung im Studium der Medizin, die von deren Hochschullehrern als angewandte Wissenschaft verstanden wird, sondern es richtet sich auch seit Jahren das Interesse von Wissenschaftlern auf das Physikum selber. Diese Forschung erfolgt zum einen aus der Sicht der Medizingeschichte, die historische Entwicklungen und Veränderungen auf dem Gebiet der Medizin vor dem allgemeinen kultur-, geistes-, sozial- und wissenschaftshistorischem Hintergrund zu beschreiben und zu erklären sucht. Dabei richtet sich das Augenmerk einerseits auf die Überzeugungen und das inhaltliche Programm, das zur Entstehung und fachlichen Zusammensetzung der Prüfung und deren späteren Veränderungen führte und im Rahmen der Gestaltung des Medizinstudiums insgesamt zu betrachten ist, zum anderen auf deren kurz- und langfristige Auswirkungen auf Studierende, Ärzte und Medizin und damit auf Patienten und Gesellschaft. (Siehe zu diesen Aspekten die Kapitel Historische Hintergründe und darauf aufbauend Kritik und Gegenbewegungen.) Zum anderen gibt es Forschungen aus der Sicht der Hochschuldidaktik, der Psychologie und schließlich der Medizin selber, die verschiedenen Aspekten oder den Auswirkungen des Physikums nachgehen. Dabei wählen auch einzelne Studierende einige Jahre nach dem erfolgreichen Bestehen dieser Prüfung das Physikum zum Gegenstand ihrer eigenen medizinischen Dissertation. (Vergleiche den Abschnitt Die positivistische Wende und das Fach Medizingeschichte im Historischen Hintergrund-Kapitel.)

### Medizinische Aspekte undPhysikums-Wirkungs- und -Erfolgs-Forschung
So widmete sich eine als Pilotstudie verstandene und im Jahr 2001 als Dissertation veröffentlichte Untersuchung an der Universität Düsseldorf dem Thema Streß und körperliche Beschwerden während der Examensvorbereitung am Beispiel des Physikums. Diese wurde an sechsundsechzig Medizinstudierenden beiderlei Geschlechts im Alter von durchschnittlich 23,14 Jahren (mit einer zusätzlichen kleineren Kontrollgruppe) mittels Fragebögen und Protokollen durchgeführt. Die tägliche Lerndauer lag bei durchschnittlich 8,38 Stunden in der Endphase vor dem schriftlichen und bei 8,13 Stunden vor dem mündlichen Prüfungsteil (S. 14), während der die Prüfungsteilnehmer „signifikant weniger schliefen“ (S. 16). „Das Physikum erwies sich als eine besondere Belastungssituation für die Medizinstudenten“ (S. 14) in der Auswertung der Befragung nach dem subjektiven Empfinden (S. 21). Die Autorin kam dabei zu dem Ergebnis, dass eine große Zahl verschiedenartiger Beschwerden protokolliert wurden, dies jedoch meist nicht signifikant häufiger als bei der Kontrollgruppe von Medizinstudierenden außerhalb der Prüfungsvorbereitungsphase. „Lediglich Herzjagen und -stolpern trat in der Examensgruppe deutlich häufiger auf“ (S. 17). Lediglich 4,5 % der Examenskandidaten in der ersten bzw. 13 % in der zweiten Vorbereitungsphase gaben keine Beschwerden an (S. 20). Eine weitergehende Hypothese über die Auswirkung verschiedener Lernstile konnte wegen der „unerwartet niedrigen Anzahl beschwerdefreier Probanden“ nicht getestet werden (S. 22). Als Erklärung für die zwar erwartete, aber in der Untersuchung nicht gefundene größere Beschwerdefreiheit der Kontrollgruppe wurden angenommen ein „verstärkte[s] Verantwortungsgefühl für die eigenen Gesundheit bei den Examenskandidaten“ oder „daß die Prüfungskandidaten bewußt andere potentielle Risiken wie Alkoholkonsum reduzierten, nicht aber die Probanden der Kontrollgruppe“ (S. 21), sowie dass wegen einer zu vermutenden Neigung, in dem betrachteten Zeitraum „die sozialen Kontakte zu reduzieren“, auch „die Exposition der Studenten zu potentiell pathogenen Keimen reduziert wurde. Dies wäre eine mögliche Erklärung für die reduzierte Infektionsrate bei den Examenskandidaten“ (S. 21 f.). (Vergleiche die Forderungen zur ärztlichen Gesundheit und diesbezüglichen Vorbildfunktion im späteren Unterkapitel Kritik aus der Sicht der Medizingeschichte. Siehe auch das Artikel-Kapitel Stress im Medizinstudium.)
Eine vier Jahre später veröffentlichte prospektive Studie auf dem Gebiet der Pneumologie ging dem Zusammenhang zwischen Schnarchen und Physikum nach. Die Forscher gelangten durch die Befragung von Bochumer Medizinstudierenden, von denen 481 verwertbare Datensätze zur Verfügung stellten, zu dem Ergebnis, dass zwar der Körpermasseindex (in der heutigen stark anglisierten Fachsprache: Body-Mass-Index, abgekürzt BMI) einer Medizin studierenden Person nicht deutlich genug mit der Prüfungsnote korreliert, um als Prädiktor dienen zu können; doch „Alter und Schnarchen scheinen einen unabhängigen Einfluss auf das Prüfungsergebnis des Physikums zu haben.“ Und zwar lag die durchschnittliche Prüfungsnote bei den schnarchendn Medizinstudierenden – mit 3,1 gegenüber 2,8 – um drei Dezimalstellen über der der nicht schnarchenden. Aus diesem Forschungsprojekt erwuchs ebenfalls eine Dissertation.

### Aktuelle Kritik und Zukunftsplanung
- Thomas Bohrer, Michael Schmidt, Johann-Heinrich Königshausen: „Zur Notwendigkeit der Philosophie im Medizinstudium“. In: Deutsche Medizinische Wochenschrift. Band 143, 2018, S. 1272–1275.
- Jana Jünger: „Kompetenzorientiert Prüfen im Staatsexamen.“ In: Heyo K. Kroemer (Hrsg.): Tagungsbericht – 78. Ordentlicher Medizinischer Fakultätentag am 15. und 16. Juni 2017 in Hamburg. MFT Geschäftsstelle, Berlin 2017, ISBN 978-3-9816052-4-2, S. 135–150.

### Medizingeschichte
- Erwin Heinz Ackerknecht: Beiträge zur Geschichte der Medizinalreform von 1848. In: Sudhoffs Archiv für Geschichte der Medizin. Band 25, 1932, S. 61–183. (E. H. Ackerknecht wurde im Jahr 1931 an der Universität Leipzig mit einer unter Anleitung des Medizinhistorikers Henry E. Sigerist entstandenen Dissertation über dieses Thema zum Doktor der Medizin promoviert und veröffentlichte später noch weitere Aufsätze und eine Biographie in Buchform über R. Virchow und sein Wirken.)[35]
- August Hirsch (Hrsg.): Biographisches Lexikon der hervorragenden Ärzte aller Zeiten und Völker. Zweite Auflage durchgesehen und ergänzt von H. Haberling, F. Hübotter und H. Vierordt. Sechs Bände. Verlag Urban & Schwarzenberg, Berlin und Wien 1929–1935.
- Johanna Bleker: „Der gefährdete Körper in der Gesellschaft. Ansätze zu einer sozialen Medizin zur Zeit der bürgerlichen Revolution in Deutschland.“ In: Arthur E. Imhof (Hrsg.): Der Mensch und sein Körper. Von der Antike bis heute. C.H. Beck, München 1983, ISBN 3-406-09191-1, S. 226–242.
- Klaus Dörner: Kapitel 14: Wege der Psychiatrie (Psychiatriegeschichte). In: derselbe et alii: Irren ist menschlich. Lehrbuch der Psychiatrie und Psychotherapie.
  - Erste Auflage: Zusammen mit Ursula Plog. Psychiatrie-Verlag, Wunstorf 1978.
  - 24., vollständig überarbeitete Auflage: Herausgegeben zusammen mit Ursula Plog, Thomas Bock, Peter Brieger, Andreas Heinz und Frank Wendt. Psychiatrie-Verlag, Köln 2017, ISBN 978-3-88414-610-1, S. 687–714.
- Wolfgang Uwe Eckart: Geschichte, Theorie und Ethik der Medizin. 8., überarbeitete Auflage. Springer Verlag, Heidelberg 2017, ISBN 978-3-662-54659-8.
- Werner Gerabek, Bernhard D. Haage, Gundolf Keil, Wolfgang Wegner (Hrsg.): Enzyklopädie Medizingeschichte. Verlag Walter de Gruyter, Berlin 2005, ISBN 3-11-015714-4.
- Dietrich von Engelhardt, Fritz Hartmann (Hrsg.): Klassiker der Medizin. Zwei Bände. Beck Verlag, München 1991, ISBN 3-406-35592-7.
- Heinrich Schipperges (Hrsg.): Geschichte der Medizin in Schlaglichtern. Meyers Lexikonverlag, Mannheim 1990, ISBN 3-411-02704-5. (Informationen über den Medizinhistoriker H. Schipperges finden sich im Unterkapitel Kritik aus der Sicht der Medizingeschichte.)
- Jean-Charles Sournia u. a.: Histoire de la Medicine, de la Pharmacie, de l’Art Dentaire et de l’Art Veterinaire. Societe francaise d’editions professionelles, medicales et scientifiques. Albin Michel-Laffont-Tchou, Paris 1978.
  - Deutsch als: Illustrierte Geschichte der Medizin. Deutsche Bearbeitung unter fachlicher Beratung des Instituts für Theorie und Geschichte der Medizin an der Universität Münster, Direktor: Richard Toellner. 8 Bände. Verlag Andreas & Andreas, Salzburg 1980, ISBN 3-85012-090-2 (zitiert wird nach der deutschen Ausgabe).
- Rudolf Virchow: Sämtliche Werke. Herausgegeben von Christian Andree. Olms Verlag, Hildesheim und Zürich. Erscheint seit 1992 (mit Verlagswechsel seitdem).
- Rolf Winau: „Die Entdeckung des menschlichen Körpers in der neuzeitlichen Medizin.“ In: Arthur E. Imhof (Hrsg.:): Der Mensch und sein Körper. Von der Antike bis heute. C.H. Beck, München 1983, ISBN 3-406-09191-1, S. 209–225.

### Medizintheorie, Wissenschaftsgeschichte, Philosophie und Wissenschaftstheorie
- Jürgen Mittelstraß (Hrsg.): Enzyklopädie der Philosophie und Wissenschaftstheorie. 2., neubearbeitete und wesentlich ergänzte Auflage. 8 Bände. Verlag J. B. Metzler, Stuttgart, 2005 bis 2018, ISBN 978-3-476-02108-3.
- Ilse Jahn (Hrsg.): Geschichte der Biologie – Theorien, Methoden, Institutionen, Kurzbiographien. 3., neubearbeitete und erweiterte Auflage. Spektrum Verlag, Berlin 2000, ISBN 3-8274-1023-1.
- Hans Diller, Heinrich Schipperges, Richard Toellner, Peter Probst: Medizin. In: Historisches Wörterbuch der Philosophie. Unter Mitwirkung von mehr als 1500 Fachgelehrten herausgegeben von Joachim Ritter, Karlfried Gründer und Gottfried Gabriel. 13 Bände. Schwabe Verlag, Basel und Stuttgart 1971–2007, ISBN 978-3-7965-0115-9. Hier: Band 5, 1980, Spalten 968–1002. 
 In diesem chronologisch aufgebauten Artikel verfassten die genannten Autoren jeweils einzeln die Abschnitte: I. Antike (Sp. 968–976). II. Mittelalter und Renaissance (Sp. 976–984). III. Frühe Neuzeit (Sp. 984–992). IV. Von Schiller zur Gegenwart (Sp. 992–1002).
- Karoly Simonyi: Kulturgeschichte der Physik. Von den Anfängen bis heute. 3., überarbeitete und erweiterte Auflage. Verlag Harri Deutsch, Frankfurt am Main 2001, ISBN 3-8171-1651-9.
- Thure von Uexküll: Der Mensch und die Natur. Grundzüge einer Naturphilosophie. (= Sammlung Dalp; Band 13). Francke Verlag, Bern 1953. Deutsche Lizenzausgabe: Leo Lehnen Verlag, München 1953.
- Thure von Uexküll (Hrsg.:) Lehrbuch der psychosomatischen Medizin. 1. Auflage: Verlag Urban und Schwarzenberg, München u. a. 1979, ISBN 978-3-541-08841-6.
  - 8. Auflage: Uexküll – Psychosomatische Medizin. Theoretische Modelle und klinische Praxis. Herausgegeben von Karl Köhle, Wolfgang Herzog, Peter Joraschky, Johannes Kruse, Wolf Langewitz und Wolfgang Söllner. Verlag Elsevier / Urban & Fischer, München 2017, ISBN 978-3-437-21833-0. (Zitiert wird in diesem Artikel aus den beiden angegebenen Auflagen.)
- Rolf-Peter Warsitz: Die Psychoanalyse zwischen den Methodologien der Wissenschaft. In: Psyche. Zeitschrift für Psychoanalyse und ihre Anwendungen. Begründet von Alexander Mitscherlich. Herausgegeben von Margarete Mitscherlich. 51. Jahrgang, Heft 2, Februar 1997, Verlag Klett-Cotta, Stuttgart 1997, ISSN 0033-2623, S. 121–142.

### Fremdsprachenwörterbücher
Soweit in den Einzelnachweisen nicht anders angegeben, wurden die folgenden Fremdsprachenwörterbücher verwendet:
- Englisch:
  - Langenscheidts Enzyklopädisches Wörterbuch der Englischen und deutschen Sprache. „Der Große Muret-Sanders“. Vier Bände. 10. Auflage. Langenscheidt-Verlag, Berlin u. a. 1992 (ISBN nach Einzelbänden verschieden).
  - Peter Reuter: Springer-Großwörterbuch Medizin / Medical dictionary: deutsch-englisch, English-German. Springer Verlag, Berlin u. a. 2001, ISBN 978-3-540-41980-8.
- Griechisch:
  - Wilhelm Gemoll (Autor), Karl Vretska (Bearbeiter): Gemoll – Griechisch-deutsches Schul- und Handwörterbuch. Zehnte, völlig neu bearbeitete Auflage. Oldenbourg, München 2006, ISBN 3-486-00234-1.
  - Henry George Liddell, Robert Scott: A Greek-English Lexicon. Revised and augmented throughout by Sir Henry Stuart Jones. Clarendon Press, Oxford 1996, ISBN 0-19-864226-1.
  - Hermann Menge (Autor), Otto Güthling (Bearbeiter): Langenscheidts Taschenwörterbuch der griechischen und deutschen Sprache. 19. Auflage. Langenscheidt-Verlag, Berlin.
    - Band 1: Griechisch-Deutsch (1950).
    - Band 2: Deutsch-Griechisch (1957).
- Latein:
  - Thomas Baier (Hrsg.): Der Neue Georges: Ausführliches lateinisch-deutsches Handwörterbuch. Aus den Quellen zusammengetragen und […] unter Berücksichtigung der besten Hilfsmittel ausgearbeitet von Karl Ernst Georges. Zwei Bände. Auf der Grundlage der 8., verbesserten und vermehrten Auflage, Hahnsche Buchhandlung, Hannover und Leipzig 1913. Neu bearbeitet: Wissenschaftliche Buchgesellschaft, Darmstadt 2013, ISBN 978-3-534-25214-5.